# Hydronymum
Hydronymum je vlastní jméno vod, tj. řek (např. Vltava), potoků (např. Libotyňský potok), moří (např. Černé moře), oceánů (např. Tichý oceán), rybníků (např. Svět), jezer (např. Plešné jezero), přehrad (např. Orlická přehrada) a také zálivů, průlivů, průplavů, studánek, pramenů, bažin, mokřadů, peřejí, vodopádů, plavebních kanálů, stok, slepých říčních ramen apod.

## Vznik českých hydronym
Zatímco česká místní jména jsou ve své většině českého či německého původu a mladší z nich vznikala s postupující kolonizací hraničních území (od 13. století), mnohá česká hydronyma, zvláště jména mohutnějších vodních toků, jsou historicky starší, nebo dokonce předslovanského původu.
Vodní toky, řeky, byly do středověku velmi důležitými a mnohdy jedinými dopravními cestami v jinak obtížně prostupné a řídce osídlené krajině. Povodí řek zahrnovalo odedávna území řady různých jinojazyčných skupin obyvatelstva nebo řeka sama mezi těmito skupinami tvořila přirozenou hranici. Vodní toky naše středověké předky spojovaly i rozdělovaly, mnohdy jim byly obtížně překonatelnou přírodní překážkou a nakonec jim byly i výzvou k vystavění mostu a osídlení kraje. Také proto se vlastní jména řek řadí mezi nejtrvalejší a nejstarší toponyma vůbec.
- K nejstarším vlastním jménům řek z tzv. praevropské jazykové vrstvy patří jména Metuje, Jizera a Ohře.
- Řeky Labe a Vltava získaly svá jména přičiněním germánských kmenů Markomanů a Kvádů v prvních stoletích po Kristu.
- Patrně baltoslovanský původ má jméno řeky Úpa.
- Mže a jihočeská Otava jsou hydronyma etymologicky nejasná, obě vzhledem k časnosti okolního osídlení patrně předslovanského původu.

Řada především menších vodních toků, říček či potoků, měla nebo má více jmen a tato svá jména měnila či mění (např. šumavská řeka Vydra vzniká soutokem tří potoků Roklanského, Filipohuťského a Modravského v obci Modrava a pod Čeňkovou Pilou po soutoku s Křemelnou mění své jméno na Otavu). V současných vodohospodářských mapách převažuje tendence pojmenovávat jeden tok jediným hydronymem, přednost dostávají jména podle sídlišť, jimiž vodní tok protéká.